# St. Martin (Weindorf)

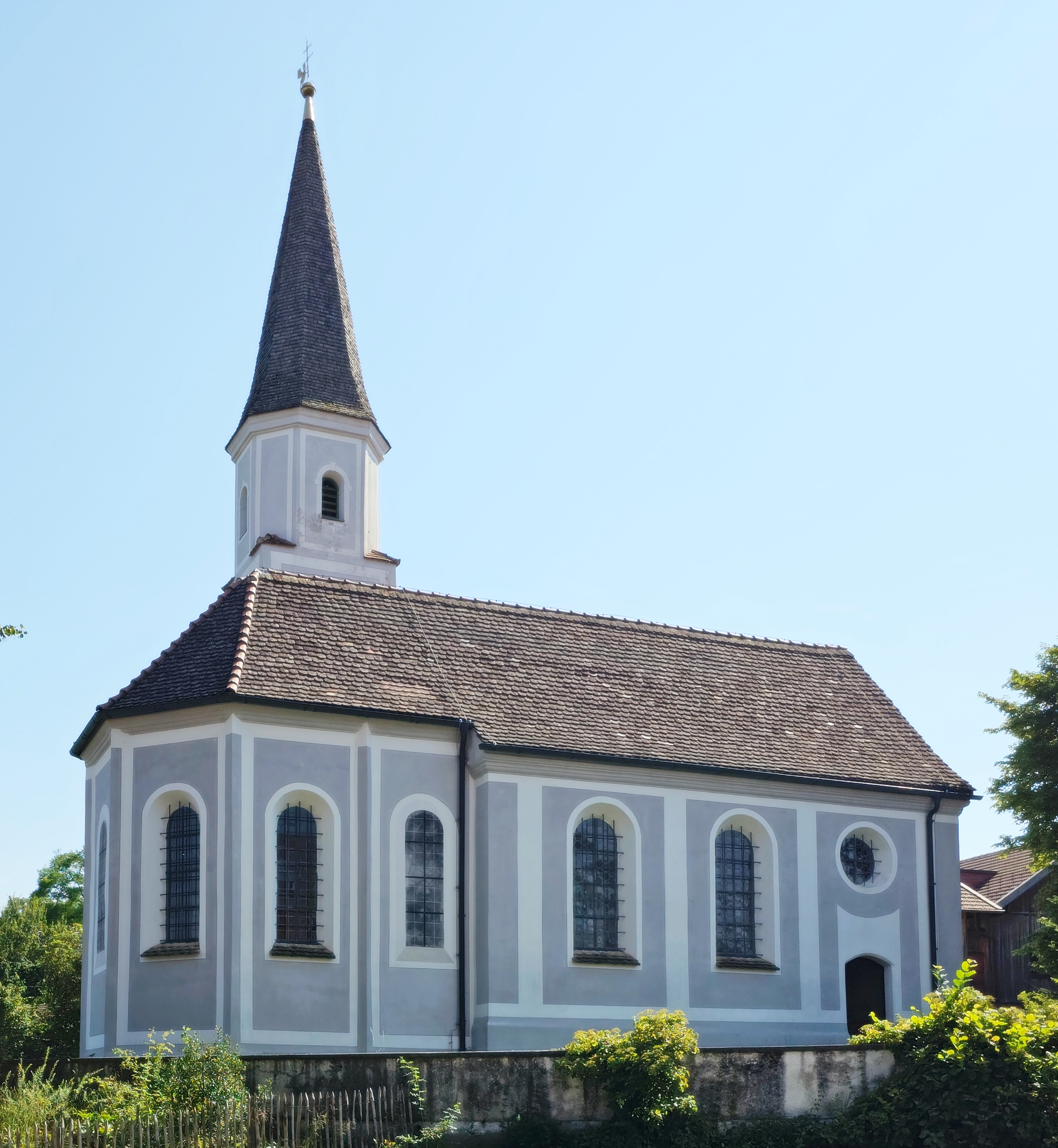
St. Martin von Norden

Die römisch-katholische Filialkirche St. Martin in Weindorf, Ortsteil des Markts Murnau am Staffelsee im oberbayerischen Landkreis Garmisch-Partenkirchen, gehört als Teil der Pfarrei St. Nikolaus Murnau zum Dekanat Benediktbeuern des Bistums Augsburg. Das Gotteshaus mit der Adresse Dorfstraße 33 steht unter Denkmalschutz.

## Geschichte
Der Chor ist im Kern spätgotisch. Das Langhaus wurde von 1730 bis 1734 neu erbaut.

## Beschreibung und Ausstattung

Innenansicht

Die geostete Saalkirche besitzt einen eingezogenen Polygonalchor. Im Süden ist ein Flankenturm mit Zeltdach angefügt.
Den Chorbogen ziert ein Fresko des Jüngsten Gerichts. Dabei trennt Christus, der in der Mitte zwischen der Gottesmutter und Johannes dem Täufer dargestellt ist, die seligen Menschen auf der linken und die Verdammten auf der rechten Seite. Das Deckenfresko im Chor zeigt den Kirchenpatron Martin von Tours, ebenso die Gemälde auf der Brüstung der Empore.
Der Altar wurde um 1770 vom Uffinger Kistler Bartholomäus Zwinck geschaffen. Das Retabel enthält ein Gemälde der Mantelteilung des hl. Martin (vor 1738). Letzteres wird flankiert von zwei Heiligenfiguren, die um 1700 entstanden: links der hl. Rochus und rechts der hl. Sebastian. Im Altarauszug ist die heiligste Dreifaltigkeit dargestellt.
An der Nordwand des Langhauses befindet sich eine spätmittelalterliche Figur des hl. Martin, gegenüber ein Kruzifix mit Schmerzensmutter.
Die Kirche besitzt keine Orgel.